# Міський округ місто Чкаловськ
Міський округ місто Чкаловськ (рос. Городской округ город Чкаловск) — муніципальне утворення (міський округ) у західній частині Нижньогородської області Росії.
Адміністративний центр — місто Чкаловськ.

## Історія
У 2015 році адміністративно-територіальне утворення Чкаловський район було перетворено на місто обласного значення Чкаловськ, а всі муніципальні утворення Чкалівського муніципального району були перетворені шляхом їх об'єднання у новостворене муніципальне утворення міський округ місто Чкаловськ.

## Населення
| 1939    | 1959    | 1979    | 1989    | 2002    | 2008    | 2009    |
| ------- | ------- | ------- | ------- | ------- | ------- | ------- |
| 40 728  | ↘37 769 | ↘31 819 | ↘29 881 | ↘25 509 | ↘22 881 | ↘22 471 |
| 2010    | 2011    | 2012    | 2013    | 2014    | 2015    | 2016    |
| ↘21 963 | ↘21 864 | ↘21 566 | ↘21 376 | ↘21 023 | ↘20 616 | ↘20 371 |
| 2017    |         |         |         |         |         |         |
| ↘20 183 |         |         |         |         |         |         |